# Castell de Gavassa
El castell de Gavasa, al terme de Peralta i Calassanç (Llitera) és un castell del que només en queden algunes runes, i que està situat en una penya gairebé inaccessible sobre el poble de Gavassa (actualment, no s'hi pot pujar si no és escalant).
Actualment hi queda només una estructura de 4 metres d'amplada o menys, adaptada a la roca, i feta amb carreus, i una paret encofrada d'època posterior.
L'origen del castell se suposa d'època islàmica i la seva fortificació s'atribueix a Muhàmmad ibn Llop, al segle x. En aquesta posició molt estratègica, perquè controlava el pas entre la Llitera i la Ribagorça, es complementava amb els propers castells de Calassanç i de Sorita. A final del segle xi (abans del 1079) va ser conquerit pel comte Ermengol IV d'Urgell i a partir d'aleshores es devia anar reformant.